# Girolamo Alibrandi
Girolamo Alibrandi (n. 1470, Messina, Italia – d. 1524, Messina, Italia) a fost un pictor italian, născut și activ în Sicilia, numit Rafael din Messina (il Raffaello di Messina).

## Biografie
Alibrandi a primit primele lecții la școala de la Antonj. Faima pe care Antonello da Messina⁠(d), compatriotul său, o dobândise la Veneția, l-a determinat să viziteze acest oraș. Pe când se afla acolo a fost instruit pentru o scurtă perioadă de timp de Antonello. De asemenea, s-a bucurat de prietenia lui Giorgione. Alibrandi a plecat la Milano, unde a devenit discipolul lui Leonardo da Vinci. Alibrandi a mers apoi la Roma și a studiat artefactele antice și lucrările lui Rafael. De la Roma a plecat la Parma, iar de acolo înapoi la Messina, unde orașul deține cele mai bune lucrări ale sale.

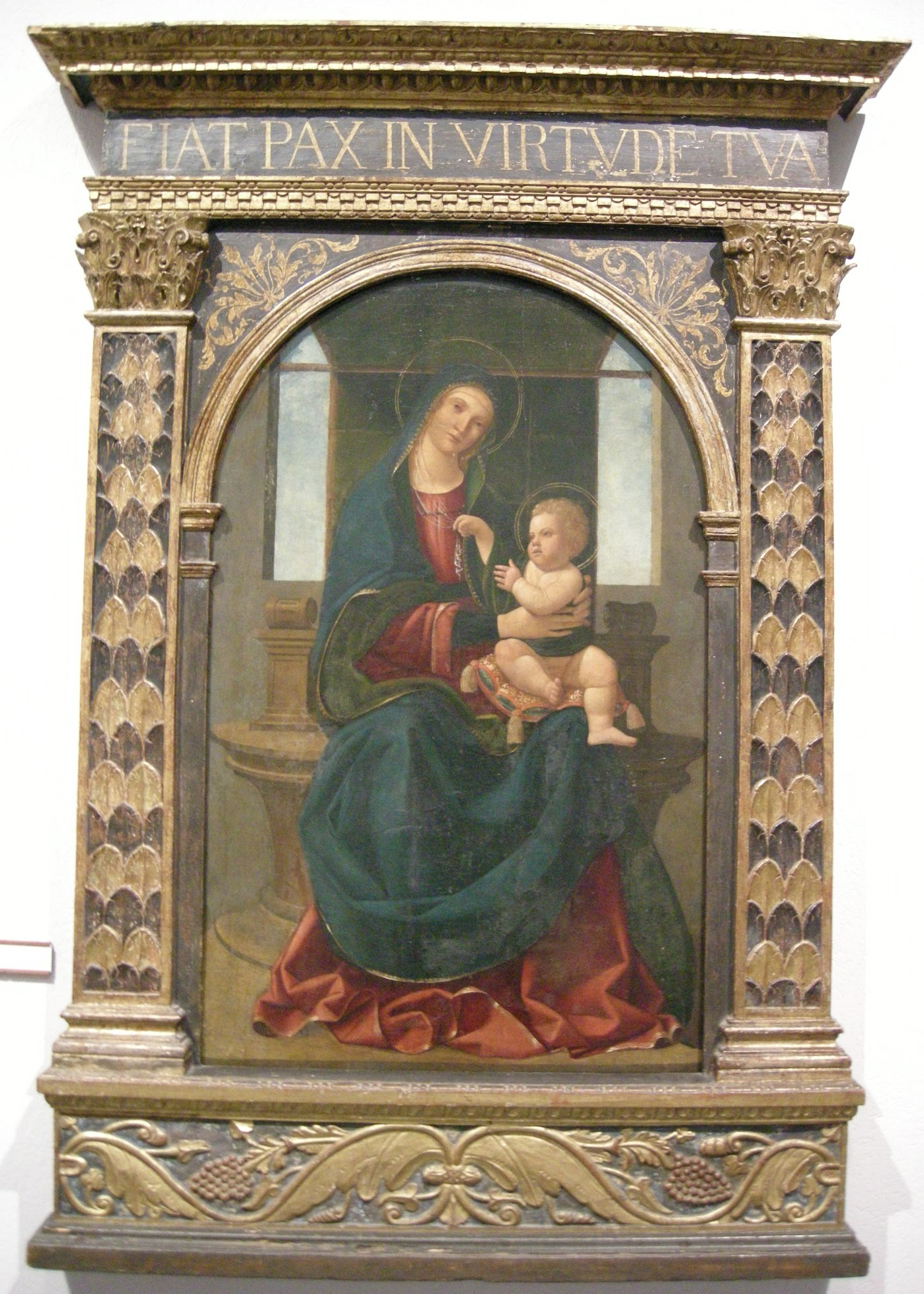
Madona cu Pruncul pe tron, acum în Museo Regionale di Messina

Cea mai importantă lucrarea a sa a fost un tablou de mari dimensiuni al Prezentării în templu, pictat în 1519 pentru Biserica della Candelora. Ulterior, a fost transferat în biserica San Nicolò dei Gentiluomini, iar apoi, în urma pagubelor grave provocate de cutremurul din 1908, în colecția Museo Civico din Messina, unde a rămas. A pictat, de asemenea, o Purificare a Fecioarei care se află acum în Catedrala din Messina. Alibrando a murit de ciumă în 1524 la Messina.